# 邓文山
鄧文山（2005年1月15日—），香港新界人，漢族，香港人物、香港競速無人機前職業運動員。現任香港競速無人機職業教練，在隊期間獲得了第一屆中學聯校FPV無人機競速大賽最佳選手以及第二屆中學聯校FPV無人機競速大賽第一名。
鄧文山畢業後受到母校邀請成為校隊主教練，並主要負責訓練該校足球無人機隊及競速無人機隊。在2023年帶領隊員奪得中學學界足球無人機比賽冠軍。
2022年末成立山風網絡科技公司（AniaBreeze Technology Co, ABTC）並擔任主要負責人，開拓香港無人機運動業務。

## 生涯成就
MVP-《2020中學學界聯校FPV無人機競速大賽》
冠軍-《2021中學學界聯校FPV無人機競速大賽》
季軍-《2022中學學界聯校FPV無人機競速大賽》
冠軍-《香港中學學界無人機足球公開賽》
亞軍-《第一屆大灣區青少年無人機足球比賽》
冠軍教練-《香港中學學界無人機足球公開賽》
冠軍及季軍選手教練-《2024中學學界聯校FPV無人機競速大賽》